# Punjai Thottakurichi
Punjai Thottakurichi is een panchayatdorp in het district Karur van de Indiase staat Tamil Nadu. 

## Demografie
Volgens de Indiase volkstelling van 2001 wonen er 9.589 mensen in Punjai Thottakurichi, waarvan 49% mannelijk en 51% vrouwelijk is. De plaats heeft een alfabetiseringsgraad van 63%. 